# Manuela Carneiro da Cunha
Maria Manuela Ligeti Carneiro da Cunha (Cascais, 16 de juliol de 1943) és una antropòloga lusobrasilera, referència en els estudis sobre etnologia i antropologia històrica. És reconeguda com una important intel·lectual i militant del dret dels pobles indígenes del Brasil. Des de 2002, és membre de l'Acadèmia Brasilera de Ciències.

## Joventut
Carneiro da Cunha va néixer en la ciutat de Cascais, a Portugal, el dia 16 de juliol de 1943. Els seus pares eren jueus hongaresos que van haver de deixar Hongria en el transcurs de l'ascens de l'Alemanya nazi. Als 11 anys d'edat, es va mudar amb la seva família a la ciutat brasilera de São Paulo. Després de completar l'ensenyament secundari, va ingressar en la Universitat de São Paulo per estudiar Física, però, tot seguit, va traslladar-se a França, on es va graduar en Matemàtica pura, en la Facultat de Ciències de París, l'any 1967.

## Carrera acadèmica
Vivint a França, Manuela Carneiro da Cunha va realitzar, entre els anys de 1967 i 1969, una especialització en Antropologia sota l'orientació de Claude Lévi-Strauss. De volta al Brasil, va ingressar el 1972 en la postgraduació en Antropologia social en la Universitat Estatal de Campinas. Va defensar, el 1976, la tesi Os Mortos e os Outros: uma análise do sistema funerário e da noção de pessoa entre os índios Krahó (Els Morts i els Altres: una anàlisi del sistema funerari i de la noció de persona entre els indis Krahó), sota orientació de l'antropòleg anglo-brasiler Peter Fry.
Al final de la dècada de 1970, es va enrolar en la lluita pels drets dels pobles indígenes del Brasil. Va ser cofundadora de la Comissió Pró-Indio de São Paulo, que va presidir de 1979 a 1981. Va ser també president de l'Associació Brasilera d'Antropologia (ABA) entre 1986 i 1988.
Entre els anys 1982 i 2001 va concloure cursos de postdoctorat en la Universitat de Cambridge, a Anglaterra; en la Universitat Stanford, als Estats Units, en el Collège de France i en la Universitat de Chicago.
Carneiro da Cunha imparteix classes en el Departament d'Antropologia de la Universitat de São Paulo des de 1984. També ha sigut professora de la Universitat Estatal de Campinas i de la Universitat de Chicago.

## Premis
- 2021 - Premi Almirante Álvaro Alberto, Marina del Brasil.[8]
- 2018 - Premi d'excel·lència Gilberto Velho per Antropologia, ANPOCS.
- 2015 - Premi Jabuti - Ciències Humanes - 2n Lloc, Càmera Brasilera del Llibre.[9]
- 2014 - Perita permanent del Fòrum sobre Coneixements Tradicionals del IPBES, Plataforma Internacional de Biodiversitat i Serveis Ambientals - Govern Federal del Brasil.
- 2013 - Titular de la Càtedra IEAT/UFMG, Universitat Federal de Minas Gerais.
- 2012 - Legion d'Honneur - França, Govern Francès.[8]
- 2011 - Titular de la càtedra "Savoirs contre Pauvreté" 2012 - Collège de France, Collège de France.
- 2010 - Sérgio Buarque d'Holanda, Fundació Biblioteca Nacional, per l'obra Cultura amb aspas[10]
- 2010 - Orde del Mèrit Científic - Classe Gran Creu, Acadèmia Brasilera de Ciències.
- 2008 - Membre de la Third Wold Academy of Sciences.
- 2007 - Premi Chico Mendes, Govern d'Acre.
- 2004 - Conférence Marc Bloch, École des Hautes Etudes en Sciences Sociales.
- 2003 - Medalla Roquette-Pinto, Associació Brasilera d'Antropologia.
- 2002 - Premi Jabuti -Millor Llibre en Ciències - Menció Honrosa, Càmera Brasilera del Llibre.
- 2002 - Orde Nacional del Mèrit Científic - Classe Comendador, Govern Brasiler.[11]
- 2002 - Membre de l'Acadèmia Brasilera de Ciències, Acadèmia Brasilera de Ciències.
- 1993 - Premi Jabuti - Ciències Humanes, pel llibre História dos Índios no Brasil.[12]
- 1992 - Premi Erico Vanucci Mendes, CNPQ i SBPC.
- 1991 - Medaille de Vermeil, Académie Française.
- 1986 - Millor Llibre de Ciències Socials (Negros, estrangeiros), ANPOCS.

## Obra

### Llibres i recopilacions
- Mortos e os outros.São Paulo: Hucitec, 1978.
- Antropologia do Brasil: mito, história, etnicidade, São Paulo: Brasiliense, 1986.
- Negros, estrangeiros: os escravos libertos e sua volta à África. 1a. ed. São Paulo: Brasiliense, 1985.
- Direito dos Índios. São Paulo: Brasiliense, 1987.
- História dos Índios no Brasil (org.). São Paulo: Companhia das Letras & Fundação de Amparo à Pesquisa do Estado de São Paulo, 1992.
- Legislacao Indigenista No Século XIX: Uma Compilação, 1808-1889. 1992.[13]
- Cultura com aspas e outros ensaios de antropologia. 2009., 2017.[14][15]
- Tastevin, Parrissier. 2009.[16]
- Negros, estrangeiros: os escravos libertos e sua volta à África. 2a. ed. revista e ampliada. 2012.[17]
- Índios no Brasil - História, direitos e cidadania. 2013.[18]
- Políticas Culturais e Povos Indígenas.2014.[19]
- A expulsão de ribeirinhos em Belo Monte: relatório da SBPC.1. ed. São Paulo: SBPC, 2017 (amb S. Magalhães)
- Direitos dos povos indígenas em disputa.2018. (amb S. Barbosa).[20]

### Articles
- Para sobreviver, a escravidão por contrato. Revista d'Història de la Biblioteca Nacional, Rio de Janeiro, n. 54, p. mar. 2010. 22-23, 2010.

### Entrevistes
- Saberes locais, tramas identitárias e o sistema mundial na antropologia de Manuela Carneiro da Cunha. Sexta-Feira. 1998.[21]
- África, Acre, Chicago: visões da antropologia por Manuela Carneiro da Cunha. Revista de Antropologia.2007.[3]
- De Lévi-Strauss aos índios na universidade: entrevista com Manuela Carneiro da Cunha. Revista de Antropologia. 2015.[22]
- Entre Chico Mendes e Quine: uma conversa com Manuela Carneiro da Cunha e Mauro Almeida. Anuário Antropológico. 2020.[23]